# Huze (köpinghuvudort i Kina, Jiangxi Sheng, lat 27,87, long 114,75)
Huze är en köpinghuvudort i Kina. Den ligger i provinsen Jiangxi, i den sydöstra delen av landet, omkring 140 kilometer sydväst om provinshuvudstaden Nanchang. Antalet invånare är 17 002. Befolkningen består av 7 829 kvinnor och 9 173 män. Barn under 15 år utgör 18,0 %, vuxna 15-64 år 72 %, och äldre över 65 år 9,0 %.
Runt Huze är det tätbefolkat, med 442 invånare per kvadratkilometer. Närmaste större samhälle är Xinyu, 9,8 km öster om Huze. Trakten runt Huze består till största delen av jordbruksmark.
Genomsnittlig årsnederbörd är 2 315 millimeter. Den regnigaste månaden är maj, med i genomsnitt 349 mm nederbörd, och den torraste är oktober, med 28 mm nederbörd.